# Wilma Burgess
Wilma Burgess, född Wilma Charlene Burgess 11 juni 1939, död 26 augusti 2003, var en amerikansk countrysångerska.
Burgess slog igenom under mitten av 1960-talet och hade totalt femton singlar på Billboardlistan mellan åren 1965 och 1975. Mest framstående är låtarna Misty Blue, Don't Touch Me, Baby och Tear Time. Hon kom att samarbeta med Owen Bradley, som tidigare hade producerat många av country-legendaren Patsy Clines inspelningar.
Burgess var öppet homosexuell och föredrog att spela in kärlekslåtar utan könsspecifika referenser. Ibland gick hon med på att spela in låtar som Ain't Got No Man under förutsättning att Bradley lät henne välja vilken låt de skulle spela in därnäst. Under 1980-talet öppnade Burgess Hitching Post, beskriven som Nashvilles första bar för kvinnor, där hon regelbundet uppträdde.
Burgess flyttade under 1970-talet till Nashville, Tennessee, och blev nära vän med Mary Reeves, änka till den bortgångne country-sångaren Jim Reeves. Burgess arbetade med henne på det museum som där upprättats till Jim Reeeves minne. När Mary drabbades av Alzheimers sjukdom, skrevs de flesta av hennes tillgångar över till sin dåvarande make. Han sålde det mesta och lämnade kort därefter Mary. 
Wilma höll kontakten med Mary och såg till att hon flyttades till ett vårdhem, där hon senare avled 1999. Jim Reeves-museet revs i början av 2000-talet, vilket gör att världens idag enda Jim Reeves-museum finns i Voxna i Hälsingland, Sverige.
Burgess avled efter en hjärtattack den 26 augusti 2003.